# Анджела Вільямс
Анджела Трамейн Вільямс (англ. Angela Tramaine Williams, нар. 30 січня 1980) — американська легкоатлетка, яка спеціалізувалася на спринті.

## Спортивні досягнення
Учасниця двох олімпійських змагань з естафетного бігу 4×100 метрів (2004, 2008).
Срібна призерка чемпіонату світу з естафетного бігу 4×100 метрів (2003).
Дворазова чемпіонка світу в приміщенні з бігу на 60 метрів (2003, 2008). Срібна призерка чемпіонату світу в приміщенні з бігу на 60 метрів (2001).
Чемпіонка світу серед юніорів з естафетного бігу 4×100 метрів (1998). Срібна призерка чемпіонату світу серед юніорів з бігу на 100 метрів (1998).
Чемпіонка Панамериканських ігор з естафетного бігу 4×100 метрів (2003). Срібна призерка Панамериканських ігор з бігу на 100 метрів (1999, 2003) та з естафетного бігу 4×100 метрів (1999).
Чемпіонка Універсіади з бігу на 100 метрів та з естафетного бігу 4×100 метрів (1999).
Чемпіонка США в приміщенні з бігу на 60 метрів (2003, 2008).